# Joris in 't Veld
Joris in 't Veld (Dubbeldam, 5 juli 1895 - Den Haag, 15 februari 1981) was een Nederlands veelzijdig sociaaldemocratisch politicus (onder andere minister), hoogleraar te Leiden, lid van de Raad van State, bestuurder (onder andere van Humanitas en het Humanistisch Verbond) en een van de grondleggers van bestuurswetenschappen in Nederland. In 1937 volgde hij Kornelis ter Laan op als burgemeester van Zaandam en werd in dat jaar lid van de Eerste Kamer voor de SDAP. Als PvdA-minister van Wederopbouw en Volkshuisvesting in de kabinetten-Beel I en -Drees I bracht hij onder meer de Wederopbouwwet tot stand.

## Levensloop
In 't Veld werd geboren in Dubbeldam (thans een deel van gemeente Dordrecht), in het dorp waar in 1869 ook zijn vader Cornelis in 't Veld, arbeider en later groentehandelaar, was geboren. Hij volgde de mulo in Dordrecht en begon hierna op vijftienjarige op het gemeentehuis van Dordrecht te werken. Hierna studeerde hij verder in zijn vrije tijd. In 1916 rondde hij de opleiding tot kandidaat-gemeentesecretaris af en in 1921 deed hij staatsexamen. Later zou hij van 1921 tot 1926 nog rechten studeren aan de Rijksuniversiteit Leiden. Op 11 juli 1929 promoveerde hij in de rechtsgeleerdheid aan de Rijksuniversiteit Leiden op het proefschrift Nieuwe vormen van decentralisatie.
Na zijn eerste baan bij de gemeente Dordrecht ging hij vier jaar later 1914 over in dienst van de gemeente Rotterdam, aanvankelijk als klerk bij Publieke Werken. Hij klom daarna geleidelijk op in gemeentedienst tot hij in 1936 waarnemend gemeentesecretaris van Rotterdam en administrateur van de afdeling Volkshuisvesting werd. Een jaar later in 1937 volgde hij Kornelis ter Laan op als burgemeester van Zaandam.
Naast zijn persoonlijke carrière had ook de politiek In 't Velds belangstelling. Als jongeman uiterst links, met zekere sympathie voor anarchisme en communisme, trad hij na Troelstra's mislukte revolutiepoging van november 1918 toe tot de Sociaal Democratische Arbeiders Partij (SDAP). Hij was actief in de plaatselijke afdeling van deze partij en van het Instituut voor Arbeidersontwikkeling, waarvan hij in Rotterdam aan het einde van de jaren twintig enige tijd voorzitter was. Vanaf het einde van de jaren 1920 was hij actief in de SDAP; in 1931 werd hij voor deze partij in Provinciale Staten van Zuid-Holland gekozen tot 1937.
Naast het burgemeesterschap van Zaandam was In 't Veld vlak voor en vlak na de Tweede Wereldoorlog lid van de Eerste Kamer alsook later van 1952 tot 1964. In 1948 werd hij minister van Wederopbouw en Volkshuisvesting. Na 1952 begon In 't Veld een loopbaan op wetenschappelijk terrein: na in 1953 een serie lezingen over huisvesting te hebben gehouden voor het Institute of Social Studies in Den Haag, werd hij in 1954 opgenomen in de staf van dit instituut. In 1955 kreeg hij hier ook de leiding van de faculteit voor bestuurswetenschappen. In 1957 tot 1965 kreeg hij een aanstelling als hoogleraar te Leiden. Na 1964 was hij nog zes jaar lid van de Raad van State.

### Persoonlijk
In 1922 trad Joris in het huwelijk met Antje Peeters, en ze kregen een zoon en twee dochters. Zijn zoon was de bekende Delftse hoogleraar Jan in 't Veld (1925-2005). Een dochter Cornelie (Corrie) in 't Veld trouwde met R.J. de Wit, burgemeester van Alkmaar en daarna gezaghebbend Commissaris der Koningin van Noord-Holland in de periode 1976-1992. Na het overlijden van Antje Peeters in 1966 hertrouwde Joris in 't Veld datzelfde jaar met Ellen Elisabeth ten Brink.
Hij is onderscheiden als Ridder in de Orde van de Nederlandse Leeuw in 1946, Commandeur in de Orde van Oranje Nassau in 1952, en Commandeur in de Orde van de Nederlandse Leeuw in 1963.

## Overzicht werkzaamheden

### Politieke loopbaan
In 't Veld was van 1931 tot 1937 lid van de Provinciale Staten van Zuid-Holland. In 1937 werd hij lid van de Eerste Kamer voor de SDAP. Hij was minister van Wederopbouw en Volkshuisvesting voor de PvdA in de kabinetten-Beel I en -Drees I. Hij bracht onder meer de Wederopbouwwet tot stand. Hij interpelleerde in 1953 als senator minister Donker over de ontsnapping van zeven oorlogsmisdadigers.
Hij was een gematigd orangist.

#### Burgemeester van Zaandam
In 't Veld was burgemeester van Zaandam van 1937 tot 1941 en later van 1945 tot 1948. Na zijn eerste aantreden verwierf hij in betrekkelijk korte tijd een grote populariteit, met name ook door zijn opstelling tijdens de Tweede Wereldoorlog. Conflicten met de Duitsers en vooral de NSB konden niet uitblijven en op 4 maart 1941, kort na de Februaristaking, volgde zijn ontslag; hij werd opgevolgd door NSB-burgemeester Cornelis van Ravenswaay. Na de capitulatie op 5 mei 1945 werd hij per fiets uitbundig binnengehaald en direct weer als burgemeester geïnstalleerd. Hij bleef aan tot zijn benoeming tot minister van Wederopbouw en Volkshuisvesting. Bij zijn afscheid in 1948 werd In 't Veld benoemd tot ereburger van Zaandam, voorts werd er een park naar hem vernoemd.

#### Wederopbouw
Als minister van Wederopbouw en Volkshuisvesting was In 't Veld de eerste naoorlogse minister serieus geïnteresseerd in planning. De woningbouw was na de Tweede Wereldoorlog slechts langzaam opgang gekomen, mede door het tekort aan goed en betaalbaar bouwmateriaal. In de jaren 1930 was In 't Veld als minister van Volkshuisvesting geconfronteerd met het spook van de massawerkloosheid en nu vreesde hij ook weer voor verdere werkloosheid in de bouwnijverheid. In 't Veld pleitte hierom voor een graduele benadering voor de aanpak van het woningtekort. In het beleid van de rijksoverheid kreeg de utiliteitsbouw voor het bedrijfsleven voorrang.
Onder zijn bewind steeg de huizenproductie aanzienlijk maar het woningtekort bleef hem en zijn opvolgers tarten. De huizenbouw kreeg onder In 't Veld de hoogste prioriteit en liep op tot boven de 90.000 woningen per jaar. De groei van de vraag oversteeg echter het aanbod, daar het aantal personen per huishouden daalde. Veel van de huizen werden gebouwd met een stevige overheidssteun.

### Humanitas
Vlak na de oorlog werd op 31 mei 1945 de stichting Humanitas opgericht en Joris in 't Veld was haar eerste voorzitter. Hij verwoordde het streven van Humanitas als "Geen hulp die geboden wordt vanuit de hoogte, maar hulp geboren uit een besef van saamhorigheid, van verantwoordelijkheid, ook voor het lot van de naaste die in nood verkeert." In 't Veld was zelf een overtuigd humanist en vanaf de oprichting tot 1954 tevens lid van het hoofdbestuur van het Humanistisch Verbond (HV). Onder zijn voorzitterschap van Humanitas van 1945 tot 1963 heeft hij op bestuursniveau gewerkt aan nauwe samenwerking, en zelfs naar een fusie tussen beide organisaties gestreefd. In 't Veld was persoonlijk ervan overtuigd dat maatschappelijk werk slechts vruchtbaar kon gedijen op basis van een levensbeschouwing. Zijn plannen tot samenwerking zijn echter door de leden en de afgevaardigden op congressen van Humanitas getorpedeerd. Samen met de politicus en eerste voorzitter van het Humanistisch verbond Jaap van Praag hebben zij het idee van de Humanistische beweging aangevoerd.

### Bestuurskunde
Op latere leeftijd heeft In 't Veld geregeld artikelen gepubliceerd over bestuursrecht en over administratiefrechtelijke en politieke onderwerpen. Hij was een goed kenner van staats- en administratief recht, wat hij onder meer samen met H.A. Brasz en A. Kleijn heeft getoond in Inleiding tot de bestuurswetenschap uit 1962 en zelf in Beginselen van behoorlijk bestuur in 1979. Algemene beginselen van behoorlijk bestuur hebben betrekking op onderwerpen als zorgvuldigheid, draagkracht, gelijkheid, vertrouwen, belangenafweging en motivering. In de vakliteratuur worden verschillende rubriceringen voorgesteld. Belinfante onderscheidt in 1968:

- Het beginsel dat (de schijn) van partijdigheid verbiedt,
- het beginsel van hoorplicht
- het motiveringsbeginsel
- het verbod op willekeur
- het verbod van détournement de pouvoir
- het beginsel van rechtszekerheid,
- het beginsel van zorgvuldigheid
- en het gelijkheidsbeginsel

De onderverdeling van In 't Veld uit 1968 stemt hiermee overeen, alleen vat hij het onpartijdigheidsbeginsel en het hoorplichtbeginsel samen onder het beginsel van fair play.

## Trivia
In Heerenveen is er een wooncomplex naar hem vernoemd, de Joris in 't Veld State.
In Zaandam is een park naar Joris in 't Veld vernoemd, het 'Burgemeester In 't Veldpark'. Tevens is ook een basisschool naar hem vernoemd "In "t Veld".

## Publicaties
In 't Veld schreef verschillende artikelen en tientallen boeken, waaronder:
- 1929, Nieuwe vormen van decentralisatie
- 1932-34, De inrichting van onzen staat gezien van sociaaldemocratisch standpunt. Amsterdam.
- 1936, Nog steeds: naast de rode de blauwe vaan. Utrecht
- 1938, Bestuursinrichting van de Wieringermeer Alphen aan den Rijn
- 1945, Economische en sociale ordening. Amsterdam
- 1950, De betekenis der gemeente voor de toekomst van West-Europa. Heemstede
- 1953, Krotopruiming en vernieuwing van bebouwde kernen. 's-Gravenhage
- 1962, Inleiding tot de bestuurswetenschap i.s.m. H.A. Brasz en A. Kleijn.
- 1968, Essays in administration. 's-Gravenhage
- 1970, Vooruitziende bestuurswetenschap. Een futurologische verkenning. 's-Gravenhage
- 1972, Ons staatsbestuur in een stroomversnelling, 's-Gravenhage.
- 1979, Beginselen van behoorlijk bestuur, Zwolle.
- 1980, Planning als maatschappelijke vormgeving, J. in 't Veld (red.). Deventer: Van Loghum Slaterus.